# Hexatoma (Hexatoma) hartmani
Hexatoma (Hexatoma) hartmani is een tweevleugelige uit de familie steltmuggen (Limoniidae). De soort komt voor in het Nearctisch gebied.